# Cyro Baptista
Cyro Baptista (San Paolo, 23 dicembre 1950) è un percussionista brasiliano.
Nel corso della sua carriera ha collaborato con Trey Anastasio, John Zorn, Laurie Anderson, Derek Bailey, Gato Barbieri, Daniel Barenboim, Kathleen Battle, David Byrne, Dr. John, Brian Eno, Melissa Etheridge, Wynton Marsalis, Bobby McFerrin, Robert Palmer, Carlos Santana, Tim Sparks, Spyro Gyra, Sting, James Taylor, Michael Tilson Thomas, Yo-Yo Ma, Caetano Veloso, Cassandra Wilson e altri.

## Discografia parziale
- 1988 – Cyro (con Derek Bailey)
- 1997 – Vira Loucos
- 2000 – Supergenerous (con Kevin Breit)
- 2002 – Love the Donkey
- 2008 – Banquet of the Spirits
- 2009 – Infinito
- 2010 – Caym: Book of Angels Volume 17
- 2016 – BlueFly